# Gerhard Baur
Gerhard Baur (* 18. Februar 1947 in Ochsenhausen) ist ein deutscher Bergsteiger, Kameramann und Bergfilmer.

## Leben
Baur wuchs in Friedrichshafen auf und lebt in Sulzberg (Oberallgäu). Ende der 1960er Jahre drehte er als Kameramann mit Lothar Brandler den Film Die Eiger-Nordwand.
Er war 1970 Mitglied der Siegi-Löw-Gedächtnisexpedition zum Nanga Parbat und hat gemeinsam mit Reinhold Messner und dessen jüngerem Bruder Günther in einer Höhe von ca. 7350 m in der Rupalwand am Nanga Parbat am 26. Juni 1970 im Lager V biwakiert. Am frühen Morgen brach Reinhold Messner von dort allein zum Gipfel auf. Sein Bruder Günther Messner und Gerhard Baur begannen am Morgen zunächst damit, wie mit dem Expeditionsleiter Karl Herrligkoffer vereinbart, den unteren Teil der Merklrinne zu versichern. Dort fasste Günther Messner spontan den Entschluss, seinen bereits seit mehreren Stunden zum Gipfel unterwegs befindlichen Bruder Reinhold zu folgen. Gerhard Baur hingegen musste aufgrund starker Halsschmerzen auf die Bezwingung des Gipfels verzichten und zum Lager IV (6700 m) absteigen.
2004 weilte Gerhard Baur erneut am Nanga Parbat, um dort den zweiteiligen Dokumentationsfilm Nanga Parbat – Die Herausforderung zu drehen, die u. a. die Erstbesteigung durch Hermann Buhl und den Tod des sächsischen Bergsteigers Günter Jung zum Inhalt hatte.
2007 entstand sein Film Die Höfats – Der einmalige Berg.
Nach Baur ist u. a. der Baurpfeiler am Großen Drusenturm benannt.

## Alpinistische Leistungen
- 1964: Erstbegehung des Direkten Roggalpfeilers an der Roggalspitze, solo
- 1966: Begehung der Matterhorn-Nordwand
- 1966: Erstbegehung des Baurpfeilers am Großer Drusenturm
- 1966: Erstbegehung des Südostpfeilers am Kleinen Drusenturm
- 1967: Erstbegehung des Nordwestpfeilers am Spuller Schafberg
- 1968: Erstbegehung der Südverschneidung an der Roten Wand
- 1968: Erstbegehung des Großen Daches in der Nordwand der Westlichen Zinne
- 1975: Erstbegehung des Oberländerwegs durch die Aiguille-de-Triolet-Nordwand
- 1975: dritte Besteigung des Kangchendzönga-Westgipfels